# Remember The Time/Come Together
Remember the time är en hit av sångaren Michael Jackson från albumet Dangerous.
Singelns B-sida innehåller en cover på Beatles hitlåt Come Together som Michael spelade in 1987 till sin kortfilm Moonwalker, en annan version av samma låt hamnade på 1995 års album HIStory. 

## Låtlista

### Storbritannien
1. Remember The Time (7") 3:59
2. Remember The Time (silky soul 7") 4:18
3. Remember The Time (new jack main mix) 6:50
4. Come Together 5:27

### USA
1. Remember The Time (silky soul 7") 4:18
2. Remember The Time (new jack radio mix) 4:00
3. Remember The Time (12" main mix) 4:37
4. Remember The Time (E-smoove's late nite mix) 7:14
5. Remember the Time (Maurice's underground) 7:29
6. Black Or White (Clivilles & Cole Radio mix) 3:33
7. Black Or White (house with guitar radio mix) 3:53
8. Black Or White (Clivilles & Cole Club Mix) 7:33
9. Black Or White (the underground club mix) 7:30

### USA Promo CD
1. New Jack Radio Mix 4:00
2. Silky Soul 7" 4:21
3. New Jack Main Mix 6:48
4. 12" Main Mix 4:47
5. New Jack Jazz (21) 5:06
6. A Cappella 3:35
7. Bonus Beat 3 4:46

## Musikvideon
Musikvideon till Remember the time utspelade sig i det Forntida Egypten och var väldigt påkostad då den till exempel innehöll skådespelaren Eddie Murphy och den Somaliska modellen Iman. Precis som Black or white-videon hade den ny teknik som aldrig tidigare sätts i musikvideor.
Musikvideon till Come Together återfinns i slutet av filmen Moonwalker från 1987. 
Michael med band framför under videon Come Together inför en mindre publik samt tre barn som man fått följa genom hela filmen.

## Liveframträdanden
- Remember the Time repeterades för att vara med under Dangerous Tour av okänd anledning framfördes den dock aldrig.
- 1993 framfördes Remember the Time under Soul Train Awards sittande, Jackson påstods ha skadat ett ben under repetitionen.
- Come Together framfördes vid vissa konserter under HIStory Tour 1996

2006 släpptes Remember the Time på Dual Disc som en del av Visionary-projektet.